# Iochroma cardenasianum
Iochroma cardenasianum o Trompettia cardenasiana es un pequeño arbusto frondoso con flores atrompetadas amarillas y campanuladas, de 3 cm y posee fruto globoso. El hábito de crecimiento se asemeja un poco a especies de Lycium. Es endémico de Bolivia, creciendo en valles secos , andinos en altitudes de 2 a 2.500 m y de 3 a 3.500 m y ha sido recogido cerca de la ciudad de Cotagaita en el departamento de Potosí. La búsqueda reciente ha revelado que, lejos de ser una especie de Iochroma, ni siquiera pertenece en la tribu Physaleae (a la que Iochroma pertenece), constituyendo en cambio un género monotípico en la tribu Datureae, y así está más estrechamente relacionado al género Datura y Brugmansia, especie de los cuales son bien sabidos como ornamentales y alucinógenos, debiendo su actividad a contenido de alcaloide.
El nombre concreto cardenasianum conmemora al científico boliviano Martín Cárdenas (1899–1973).